# 既製品
| ウィキペディアには「既製品」という見出しの百科事典記事はありません（タイトルに「既製品」を含むページの一覧/「既製品」で始まるページの一覧）。 代わりにウィクショナリーのページ「既製品」が役に立つかもしれません。 |